# Strangers by Night
«Strangers by Night» (en español: «Extraños de noche») es el tercer sencillo del álbum debut de C.C. Catch publicado en mayo de 1986. La canción fue compuesta, arreglada y producida por el alemán Dieter Bohlen. El tema se incluyó en el álbum Catch the Catch publicado en el año 1986.

## Sencillos
7" sencillo Hansa 108 147, 1986
1. «Strangers by Night»	  	3:43
2. «Strangers by Night» (Instrumental)		3:43

12" Maxisencillo Hansa 608 147, 1986
1. «Strangers By Night» (Versión extendida)		5:41
2. «Strangers By Night» (Instrumental)		3:43

## Posicionamiento
| Listas (1986) | Máxima posición |
| ------------- | --------------- |
| Alemania      | 9               |
| Austria       | 15              |
| España        | 10              |
| Suiza         | 11              |

## Créditos
- Letra y música - Dieter Bohlen
- Arreglos - Dieter Bohlen
- Producción - Dieter Bohlen
- Diseño - Ariola Studios
- Dirección de arte - Manfred Vormstein
- Fotografía - Klaus Primke
- Distribución - RCA/Ariola